# 서대문구 (1948년 선거구)
서대문구는 대한민국의 옛 국회의원 선거구였다. 당시 서울특별시 서대문구 지역을 관할했다.

## 역사
대한민국 제헌 국회의원 선거를 앞두고 신설되었다.
1949년, 고양군 은평면이 서대문구에 편입되었다. 1950년, 제2대 국회의원 선거를 앞두고 서대문구 선거구가 갑, 을로 분구되면서 폐지되었다.

## 역대 국회의원
| 선거   | 정당 | 정당       | 의원   |
| ------ | ---- | ---------- | ------ |
| 1948년 |      | 한국민주당 | 김도연 |

## 역대 선거 결과

### 대한민국 제헌 국회의원 선거
|  | 56.67% |

|  | 15.15% |

|  | 11.89% |

|  | 10.47% |

|  | 3.36% |

|  | 2.42% |